# 井上神社
井上神社（いがみじんじゃ）は、奈良県奈良市井上町にある神社。井上町会所の西隣に鎮座する。

## 歴史
井上皇后・他戸親王を祀る奈良市薬師堂町の御霊神社はかつて井上郷内にあったが、宝徳三年（1451年）の元興寺火災等で伽藍が廃亡した後、観音堂大塔の坤方に奉遷した。
その後、焼け跡に民家が連なるようになり、町民により祠が作られ、二柱の御霊を慰めるとともに、町内の安全を祈願し今日に至る。
別伝として、東隣の会所に八王子熊野権現一殿二座を祀るとする記録も残り、祭神は国狭土命としたものもある。

## 祭神
- 井上皇后
- 他戸親王